# Sinaïroodmus
De sinaïroodmus (Carpodacus synoicus) is een zangvogel uit de familie Fringillidae (Vinkachtigen).

## Kenmerken
De sinaïroodmus is bijna even groot als de gewone roodmus: 13 tot 14,5 cm lang. Verder lijkt de vogel op de roodmus. De snavel is iets kleiner, kenmerkend is bij het mannetje is een zilverwitte in plaats van rode kruin, verder heeft hij een geheel lichtroze buik. Vrouwtjes zijn licht grijsbruin en ze hebben een uitgesproken schutkleur in hun leefgebied.

## Verspreiding en leefgebied
Deze soort komt voor in noordoostelijk Egypte, Israël, Jordanië en westelijk Saoedi-Arabië.
Het leefgebied bestaat uit rotsachtige woestijnen, droge riverdalen, soms ruïnes maar altijd op redelijke vliegafstand van water.

## Status
De sinaïroodmus heeft een groot verspreidingsgebied en daardoor is de kans op de status kwetsbaar (voor uitsterven) uiterst gering. De grootte van de populatie is niet gekwantificeerd. De vogel is plaatselijk algemeen, maar vaak ook schaars. Om deze redenen staat deze roodmus als niet bedreigd op de Rode Lijst van de IUCN.